# Giải bóng đá Hạng Nhì Quốc gia 2014
Giải bóng đá Hạng Nhì Quốc gia năm 2014 là giải thi đấu bóng đá cấp câu lạc bộ cao thứ 3 trong hệ thống các giải bóng đá Việt Nam (sau V.League 1 2014 và V.League 2 2014). Mùa giải này là mùa giải thứ 18 do VFF khởi xướng và quản lý giải đấu. Giải đấu diễn ra theo hai giai đoạn, vòng loại từ ngày 14 tháng 4 đến ngày 12 tháng 5 năm 2014 và vòng chung kết từ ngày 19 tháng 5 đến ngày 20 tháng 5 năm 2014 với 15 đội tham dự vòng loại gồm: Bình Thuận, Cà Mau, Công an Nhân dân, Long An, Nam Định, Phú Yên, Thanh Niên Sài Gòn, Tiền Giang, Viettel, Vĩnh Long, Bến Tre, Bình Phước, Đồng Nai, Kon Tum, Lâm Đồng.

## Thay đổi trước mùa giải
Danh sách các đội bóng có sự thay đổi so với mùa 2013:
| Xuống hạng từ V.League 2 2013 - TDC Bình Dương (sau đó bỏ giải). Thăng hạng từ giải Hạng Ba 2013 - Bến Tre - Bình Phước - Trẻ Đồng Nai - Kon Tum - Lâm Đồng | Thăng hạng lên V.League 2 2014 - Đắk Lắk - Thành phố Hồ Chí Minh - Bóng đá Huế - Sanna Khánh Hòa - Xi Măng Fico Tây Ninh Xuống hạng giải Hạng Ba 2013 - Không có. Bỏ giải - TDC Bình Dương - V&V United - Trẻ Hải Phòng |

## Điều lệ
15 đội hạng Nhì còn lại sẽ chia thành 4 bảng và thi đấu theo thể thức lượt đi và về để chọn 8 đội (2 đội đứng đầu mỗi bảng đấu) vào Vòng chung kết.
Tại Vòng chung kết 8 đội sẽ tiếp tục được phân cặp đấu loại trực tiếp chọn 4 đội thắng nhận đồng giải Nhất và giành quyền tham dự giải Hạng Nhất Quốc gia 2015.
Thời gian tiến hành giải: 
- Vòng loại sẽ diễn ra từ ngày 14/4 đến hết ngày 12/5/2014.
- Vòng chung kết của giải sẽ diễn ra hai ngày 19 và 20/5/2014.

## Các đội bóng
| Đội                | Trụ sở                | Sân nhà                   | Sức chứa | Bảng |
| ------------------ | --------------------- | ------------------------- | -------- | ---- |
| Công an Nhân dân   | Hà Nội                | Sân vận động Hàng Đẫy     | 18,000   | A    |
| Nam Định           | Nam Định              | Sân vận động Thiên Trường | 25,000   | A    |
| Viettel            | Hà Nội                | Sân vận động Hàng Đẫy     | 20,000   | A    |
| Bình Thuận         | Phan Thiết            | Sân vận động Phan Thiết   | 10,000   | B    |
| Kon Tum            | Kon Tum               | Sân vận động Kon Tum      | 10,000   | B    |
| Lâm Đồng           | Đà Lạt                | Sân vận động Đà Lạt       | 10,000   | B    |
| Phú Yên            | Tuy Hòa               | Sân vận động Phú Yên      | 5,000    | B    |
| Bình Phước         | Bình Phước            | Sân vận động Bình Phước   | 5,000    | C    |
| Trẻ Đồng Nai       | Đồng Nai              | Sân vận động Đồng Nai     | 20,000   | C    |
| Thanh Niên Sài Gòn | Thành phố Hồ Chí Minh | Sân vận động Thống Nhất   | 25,000   | C    |
| Long An B          | Tân An                | Sân vận động Long An      | 20,000   | C    |
| Bến Tre            | Bến Tre               | Sân vận động Tiền Giang   | 6,000    | D    |
| Cà Mau             | Cà Mau                | Sân vận động Cà Mau       | 6,000    | D    |
| Tiền Giang         | Tiền Giang            | Sân vận động Tiền Giang   | 10,000   | D    |
| Vĩnh Long          | Vĩnh Long             | Sân vận động Vĩnh Long    | 10,000   | D    |

## Vòng loại

### Bảng A
| VT | Đội                        | ST | T | H | B | BT | BB | HS | Đ  | Thăng hạng hoặc xuống hạng                |
| -- | -------------------------- | -- | - | - | - | -- | -- | -- | -- | ----------------------------------------- |
| 1  | Nam Định (C, O, P)         | 4  | 3 | 1 | 0 | 5  | 1  | +4 | 10 | Vòng chung kết thăng hạng V.League 2 2015 |
| 2  | Công an Nhân dân (C, O, P) | 4  | 1 | 1 | 2 | 3  | 3  | 0  | 4  | Vòng chung kết thăng hạng V.League 2 2015 |
| 3  | Viettel                    | 4  | 1 | 0 | 3 | 3  | 5  | −2 | 3  |                                           |

| Nhà \ Khách[1]   | CA  | NĐ  | VT  |
| Công an Nhân dân |     | 1–2 | 2–0 |
| Nam Định         | 0–0 |     | 1–0 |
| Viettel          | 1–0 | 0–2 |     |

| Đội \ Vòng đấu   | 1 | 2 | 3 | 4 | 5 | 6 |
| ---------------- | - | - | - | - | - | - |
| Công an Nhân dân | 3 | 3 | 3 | 3 | 3 | 2 |
| Nam Định         | 2 | 1 | 1 | 1 | 1 | 1 |
| Viettel          | 1 | 2 | 2 | 2 | 2 | 3 |

### Bảng B
| VT | Đội               | ST | T | H | B | BT | BB | HS | Đ  | Thăng hạng hoặc xuống hạng                |
| -- | ----------------- | -- | - | - | - | -- | -- | -- | -- | ----------------------------------------- |
| 1  | Phú Yên (C, O, P) | 6  | 3 | 1 | 2 | 10 | 8  | +2 | 10 | Vòng chung kết thăng hạng V.League 2 2015 |
| 2  | Kon Tum           | 6  | 2 | 3 | 1 | 8  | 7  | +1 | 9  | Vòng chung kết thăng hạng V.League 2 2015 |
| 3  | Bình Thuận        | 6  | 1 | 3 | 2 | 5  | 6  | −1 | 6  |                                           |
| 4  | Lâm Đồng          | 6  | 0 | 5 | 1 | 5  | 7  | −2 | 5  |                                           |

| Nhà \ Khách[1] | BT  | KT  | LĐ  | PY  |
| Bình Thuận     |     | 1–2 | 0–0 | 2–1 |
| Kon Tum        | 1–1 |     | 0–0 | 1–2 |
| Lâm Đồng       | 0–0 | 3–3 |     | 3–3 |
| Phú Yên        | 2–1 | 0–1 | 1–0 |     |

| Đội \ Vòng đấu | 1 | 2 | 3 | 4 | 5 | 6 |
| -------------- | - | - | - | - | - | - |
| Bình Thuận     | 2 | 3 | 4 | 3 | 3 | 3 |
| Kon Tum        | 4 | 2 | 2 | 2 | 2 | 2 |
| Lâm Đồng       | 3 | 4 | 3 | 4 | 4 | 4 |
| Phú Yên        | 1 | 1 | 1 | 1 | 1 | 1 |

### Bảng C
| VT | Đội                  | ST | T | H | B | BT | BB | HS | Đ  | Thăng hạng hoặc xuống hạng                |
| -- | -------------------- | -- | - | - | - | -- | -- | -- | -- | ----------------------------------------- |
| 1  | Bình Phước (C, O, P) | 6  | 2 | 4 | 0 | 11 | 3  | +8 | 10 | Vòng chung kết thăng hạng V.League 2 2015 |
| 2  | Long An B            | 6  | 3 | 1 | 2 | 6  | 7  | −1 | 10 | Vòng chung kết thăng hạng V.League 2 2015 |
| 3  | Trẻ Đồng Nai         | 6  | 2 | 1 | 3 | 7  | 10 | −3 | 7  |                                           |
| 4  | Thanh Niên Sài Gòn   | 6  | 1 | 2 | 3 | 3  | 7  | −4 | 5  |                                           |

| Nhà \ Khách[1]     | BP  | ĐN  | LA  | SG  |
| Bình Phước         |     | 3–0 | 5–0 | 1–1 |
| Trẻ Đồng Nai       | 2–2 |     | 0–1 | 2–0 |
| Long An B          | 0–0 | 3–1 |     | 0–1 |
| Thanh Niên Sài Gòn | 0–0 | 1–2 | 0–2 |     |

| Đội \ Vòng đấu     | 1 | 2 | 3 | 4 | 5 | 6 |
| ------------------ | - | - | - | - | - | - |
| Bình Phước         | 2 | 1 | 1 | 1 | 1 | 1 |
| Trẻ Đồng Nai       | 3 | 2 | 2 | 4 | 3 | 3 |
| Long An B          | 4 | 4 | 4 | 2 | 2 | 2 |
| Thanh Niên Sài Gòn | 1 | 3 | 3 | 3 | 4 | 4 |

### Bảng D
| VT | Đội        | ST | T | H | B | BT | BB | HS  | Đ  | Thăng hạng hoặc xuống hạng                |
| -- | ---------- | -- | - | - | - | -- | -- | --- | -- | ----------------------------------------- |
| 1  | Tiền Giang | 6  | 5 | 0 | 1 | 15 | 4  | +11 | 15 | Vòng chung kết thăng hạng V.League 2 2015 |
| 2  | Vĩnh Long  | 6  | 4 | 0 | 2 | 10 | 7  | +3  | 12 | Vòng chung kết thăng hạng V.League 2 2015 |
| 3  | Cà Mau     | 6  | 3 | 0 | 3 | 9  | 10 | −1  | 9  |                                           |
| 4  | Bến Tre    | 6  | 0 | 0 | 6 | 3  | 16 | −13 | 0  |                                           |

| Nhà \ Khách[1] | BE  | CM  | TG  | VL  |
| Bến Tre        |     | 0–2 | 0–1 | 0–1 |
| Cà Mau         | 3–2 |     | 1–2 | 2–0 |
| Tiền Giang     | 5–0 | 3–0 |     | 2–0 |
| Vĩnh Long      | 3–1 | 3–1 | 3–1 |     |

| Đội \ Vòng đấu | 1 | 2 | 3 | 4 | 5 | 6 |
| -------------- | - | - | - | - | - | - |
| Bến Tre        | 4 | 4 | 4 | 4 | 4 | 4 |
| Cà Mau         | 3 | 3 | 3 | 3 | 3 | 3 |
| Tiền Giang     | 1 | 1 | 2 | 1 | 1 | 1 |
| Vĩnh Long      | 2 | 2 | 1 | 2 | 2 | 2 |

## Vòng chung kết
Vòng chung kết giải hạng Nhì Quốc gia được xác định các cặp đấu như sau: 
- Ngày 17/5: Nam Định (nhất bảng A) gặp Vĩnh Long (Nhì bảng D), Phú Yên (nhất bảng B) gặp Long An (nhì bảng C)
- Ngày 19/5: Bình Phước (nhất bảng C) gặp Kon Tum (Nhì bảng B); Tiền Giang (nhất bảng D) gặp Công an Nhân dân (nhì bảng A).[6][7][8]

| 17 tháng 5 năm 2014 | Nam Định                                                   | 4 – 0 | Vĩnh Long                                            | Sân vận động Quảng Nam, Quảng Nam                |  |
| 15:30               | Vũ Thế Vương (11) 22', 65' · Nguyễn Hữu Khôi (14) 45', 52' |       | Nguyễn Thanh Long (21) 69' · Nguyên Hữu Phúc (6) 76' | Lượng khán giả: 2000 Trọng tài: Trần Xuân Nguyện |  |

| 17 tháng 5 năm 2014 | Phú Yên                                             | 2 – 0 | Long An B | Sân vận động Quảng Nam, Quảng Nam           |  |
| 18:30               | Châu Ngọc Quang (17) 3' · Nguyễn Thành Đồng (9) 81' |       |           | Lượng khán giả: 500 Trọng tài: Ngô Đức Việt |  |

| 19 tháng 5 năm 2014 | Bình Phước                                                                                      | 4 – 0 | Kon Tum | Sân vận động Quảng Nam, Quảng Nam          |  |
| 15:30               | Bùi Minh Hiệp (18) 33' · Ngô Viết Phú (5) 51' · Bùi Minh Hiệp (18) 67' · Võ Công Thành (10) 68' |       |         | Lượng khán giả: 600 Trọng tài: Lê Đức Cảnh |  |

| 19 tháng 5 năm 2014 | Tiền Giang                | 1 – 1 (3 – 4 p) | Công an Nhân dân                                      | Sân vận động Quảng Nam, Quảng Nam             |  |
| 18:00               | Dương Minh Thắng (14) 63' |                 | Trần Đình Bảo (19) 87' · Nguyễn Hữu Sơn (9) 37' 90+2' | Lượng khán giả: 2000 Trọng tài: Đặng Đức Toàn |  |

## Kết quả chung cuộc
- Vô địch: Nam Định, Phú Yên, Bình Phước, Công an Nhân dân (lên Hạng Nhất).
- Á quân: Vĩnh Long, Long An, Kon Tum, Tiền Giang.